# Margit Csillik
Margit Csillik, później Huber i Kovács (ur. 11 listopada 1914 w Budapeszcie, zm. 21 października 2007 tamże) – węgierska gimnastyczka. Brązowa medalistka olimpijska z Berlina.
Zawody w 1936 były jej jedynymi igrzyskami olimpijskimi. Brązowy medal zdobyła w rywalizacji drużynowej. Węgierską drużynę tworzyły także Margit Kalocsai, Ilona Madary, Gabriella Mészáros, Margit Nagy, Olga Törös, Judit Tóth i Eszter Voit. 